# 1808 год в музыке

## Произведения
- Людвиг ван Бетховен:
  - Симфония № 5 До минор, соч. 67[1].
  - Симфония № 6 Фа мажор, «Пасторальная» (нем. Die Pastoralsymphonie), соч. 68[1].
- Бернхард Хенрик Круселль — концерт для кларнета № 2.

## Родились
- 25 января — Эрнст Фердинанд Венцель (ум. 1880) — немецкий пианист и музыкальный педагог
- 14 февраля — Майкл Коста (ум. 1884) — английский композитор и дирижёр итальянского происхождения
- 18 марта — Иоганн Йозеф Нетцер (ум. 1864) — австрийский композитор
- 24 марта — Мария Малибран (ум. 1836) — испанская оперная певица (меццо-сопрано)
- 10 апреля — Огюст Жозеф Франкомм (ум. 1884) — французский виолончелист и композитор
- 6 августа — Иоганн Христиан Гебауэр (ум. 1884) — датский органист, композитор и музыкальный педагог
- 15 сентября — Луи Клаписсон (ум. 1866) — французский скрипач и композитор
- 11 октября — Гиацинт Клозе (ум. 1880) — французский кларнетист и композитор
- 21 октября — Сэмюел Фрэнсис Смит[англ.] (ум. 1895) — американский священник и журналист, автор текста песни America (My Country, 'Tis of Thee)[англ.]
- 24 октября — Эрнст Фридрих Эдуард Рихтер (ум. 1879) — немецкий композитор, музыковед и педагог

## Скончались
- 25 апреля — Луиджи Томазини (66) — итальянский скрипач и композитор
- 20 июля — Франсуа Ипполит Бартелемон (66) — английский скрипач, композитор и музыкальный педагог французского происхождения
- 26 июля — Артемий Ведель (41) — украинский музыкант, представитель партесного пения, скрипач, композитор церковной музыки и регент
- 26 сентября — Пауль Враницкий (51) — чешско-австрийский композитор и дирижёр
- 9 декабря — Марианна Кирхгесснер (39) — немецкая исполнительница на стеклянной гармонике